# Liaquat Ali Khan
Liaquat Ali Khan (urdu: لِیاقت علی خان; 1. oktober 1895 – 16. oktober 1951) var Pakistans første premierminister. Han var også omtalt i Pakistan som Quaid-e-Millat (قائد ملت, 'Nationens leder') eller 'Shaheed Nation-' e-Millat (شہِیدِ مِلّت, 'Nationens Martyr'). Han var en pakistansk statsmand, advokat, politisk teoretiker og en af de førende aktivister i Pakistan-bevægelsen. Den 15. august 1947, en dag efter deling af Indien, blev Khan Pakistans første premierminister; han havde også kabinetsportefølje som den første udenrigsminister, forsvarsminister og grænseregionsminister fra 1947 indtil hans død ved attentat i 1951. Før delingen var Khan kortvarigt den første britisk indiske finansminister i den midlertidige regering, der skulle påtage sig Pakistans og Indiens uafhængighed, ledet af Louis Mountbatten, den daværende vicekonge af Indien.
Han var en demokratisk politisk teoretiker, der fremmede parlamentarisme i Britisk Indien. Efter først at være blevet inviteret til den indiske nationalkongres, valgte han senere at tilslutte sig All-India Muslim League ledet af Muhammad Ali Jinnah, en indisk uafhængighedsaktivist, som senere talte for en separat muslimsk nationalstat ud af Indien med hinduistisk flertal; Khan hjalp Jinnah i kampagnen for det, der ville blive kendt som Pakistan-bevægelsen.
Som premierminister for det nyligt uafhængige Pakistan i begyndelsen af den kolde krig, tog Khans udenrigspolitik side med den USA-ledede vestblok over den sovjetunion-ledede østblok, selvom han også var fast besluttet på at være en del af de ikke-allierede Bevægelse. Da han stod over for intern uro i Balochistan og utilfredshed med sin håndtering af den første Kashmir-krig mod Indien, overlevede hans regering et kupforsøg af venstreorienterede politiske modstandere, som blev ledet af dele af det pakistanske militær i 1951. Ikke desto mindre forblev han ret populær blandt masserne og var ansvarlig for udbredelsen af målresolutionen, som foreskrev, at den pakistanske forfatning under udvikling ikke ville vedtage et europæisk ideologisk mønster, men i stedet ville være grundlæggende baseret på islams ideologi. Den 16. oktober 1951 blev Khan myrdet af en lejemorder, Said Akbar, ved et politisk møde i byen Rawalpindi.